# Paul Gégauff
Paul Gégauff (Blotzheim, 10 agosto 1922 – Gjøvik, 24 dicembre 1983) è stato uno sceneggiatore, scrittore e attore francese.

## Biografia
Incontra Éric Rohmer nel 1948 e frequenta il cineclub del Quartiere Latino dove conosce Jean-Luc Godard, Jean Douchet, François Truffaut, Claude Chabrol, Jacques Rivette e Jean Gruault. 
Gégauff, dandy e seduttore, affascina i futuri registi della Nouvelle Vague. Ispira anche numerosi personaggi dei loro film tra cui, per esempio, il personaggio di Michel Poiccard interpretato da Jean-Paul Belmondo nel film di Godard Fino all'ultimo respiro.
Come sceneggiatore ha collaborato spesso con Claude Chabrol di cui ha interpretato anche il film semi autobiografico Una gita di piacere assieme alla moglie Danièle e la figlia Clemence.
Morirà in Norvegia nel 1983 pugnalato dall'ultima compagna.